# Caicarostreptus subsericeus
Caicarostreptus subsericeus är en mångfotingart som först beskrevs av Henri W. Brölemann 1902.  Caicarostreptus subsericeus ingår i släktet Caicarostreptus och familjen Spirostreptidae. Inga underarter finns listade i Catalogue of Life.